# Casa Mercè Garriga d'Arquer
La Casa Mercè Garriga d'Arquer és un edifici de Cerdanyola del Vallès (Vallès Occidental) inclòs a l'Inventari del Patrimoni Arquitectònic de Catalunya.

## Descripció
Es tracta d'un edifici d'habitatge unifamiliar entre mitgeres, de planta baixa i pis, que fou molt possiblement fou remuntada posteriorment amb un cos central. La façana és simètrica amb lo que es soluciona l'entrega de les mitgeres amb un element en forma de pilastra. A la façana principal hi ha un balcó corregut sustentat per tornapuntes de ferro. Destaca la solució d'acabat de la façana amb un element de formes curvilínies ornamentat amb esgrafiats amb motius de cacera inspirats en temes clàssics. Aquest element demostra la influència de corrents noucentistes cercant l'estil català clàssic.

## Història
La casa ara és la Sala d'Art Buigas.